# 산스크리트어

산스크리트어(संस्कृता, [saṃskṛtā]) 또는 범어(梵語)는 인도의 고전어로, 힌두교ㆍ대승불교ㆍ자이나교 경전의 언어이자 수많은 인도아리아 언어들의 고급 어휘의 근간을 구성하는 언어다.
기원전 1500년경, 현 아프간 헤라트 유역쯤에 있던 고대 아리아인 중 아베스타어를 쓰는 일파는 이란 일대로 이동하고 또 산스크리트어를 쓰는 또다른 일파는 펀자브 일대로 이동하였다. 조로아스터교의 경전은 아베스타어로 쓰여 있으며 조로아스터가 썼다는 아베스타어로 된 17개의 찬가 <가타>는 그 내용이 리그베다와 유사한 점이 있다. 산스크리트어로 쓰여진 리그베다는 기원전 1000년경에 쓰였다. 기원전 200 ~ 기원후 200년 경까지 형성된 카스트 제도를 성문화한 마누 법전 또한 산스크리트 운문으로 쓰여졋다. 조로아스터교의 경전을 기록한 아베스타어와 리그베다를 기록한 산스크리트어는 모두 아리아인의 언어이다.
인도 공화국의 공용어 가운데 하나이다. 인도에서는 아직도 학교에서 읽고 쓰는 법을 가르치거나, 관련 문학/예술/방송활동도 꾸준히 이어지고 있으며, 일부 브라만은 산스크리트어를 모국어로 쓰고 있다.

## 명칭
그 이름인 ‘삼스크르타’의 ‘삼(सं)’은 ‘같이’를 뜻하며 ‘크르타(कृता)’는 ‘두다’를 뜻하니, 이는 ‘같이 두어진’ 즉 ‘잘 정돈된’, ‘세련된’ 등의 의미를 지닌다. 한자 문화권에서는 범어(梵語)라 하는데, 이는 철학체계인 브라만의 음역에서 유래하였다.

## 역사
많은 경우 협의의 산스크리트어는 베다 산스크리트어와 구분되어, 베다 산스크리트어의 발전형인 고전 산스크리트어를 가리킨다. 기원전 4세기에 파니니에 의해 고전 산스크리트어 문법이 완성되면서 베다 산스크리트어는 고전 산스크리트어로 이행하였다. 파니니는 산스크리트어의 문법을 총 3,959개의 규칙으로 정리하였다.

## 계통
인도유럽어족 인도이란어파에 속하며, 현대 인도 북부에서 쓰이는 힌디어를 위시한 인도아리아 언어들의 조어(祖語)다. 인도의 고전언어가 유럽의 고전언어인 라틴어와 희랍어와 유사성을 보인다는 점에 착안한 유럽의 학자들은 인도유럽어족의 성립과 그 상세를 밝혀내게 되었고, 이것은 곧 비교언어학의 시초가 된다.
같은 인도유럽어족인 영어와의 동계어를 예로 들면,
mus - mouse
sharkara - sugar
manu - man

## 문자
현대에 산스크리트어를 기록하는 데에는 일반적으로 데바나가리 문자가 쓰이나 역사적으로 범어 표기는 특정한 문자에 국한되지 않고 각 지방에서 널리 쓰이는 문자가 사용되어, 나가리(Nagari)ㆍ그란타(Grantha)ㆍ샤라다(Sharada)ㆍ모디(Modi) 등 여러 가지 문자가 쓰였다.

## 음운

### 홀소리(모음)
| 기본 모음    |    | i/iː | u/uː | r̩/r̩ː | l̩/l̩ː |
| 구나 (गुण)    | ə  | e    | o    | əɾ   | əl   |
| 브릿디 (वृद्धि) | ɑː | əi   | əu   | ɑːɾ  | ɑːl  |
| 반모음       |    | j    | ʋ    | ɾ    | l    |

### 닿소리(자음)
|               |             | 입술소리 | 치음 | 권설음 | 치경구개음/ 경구개음 | 연구개음 | 성문음 |
| ------------- | ----------- | -------- | ---- | ------ | -------------------- | -------- | ------ |
| 비음          | 비음        | m        | n    | ɳ      |                      |          |        |
| 파열음/파찰음 | 무성 무기음 | p        | t̪    | ʈ      | tɕ                   | k        |        |
| 파열음/파찰음 | 무성 유기음 | pʰ       | t̪ʰ   | ʈʰ     | tɕʰ                  | kʰ       |        |
| 파열음/파찰음 | 유성 무기음 | b        | d̪    | ɖ      | dʑ                   | ɡ        |        |
| 파열음/파찰음 | 유성 유기음 | bʱ       | d̪ʱ   | ɖʱ     | dʑʱ                  | ɡʱ       |        |
| 마찰음        | 무성음      |          | s    | ʂ      | ɕ                    |          |        |
| 마찰음        | 유성음      |          |      |        |                      |          | ɦ      |
| 접근음        | 접근음      | ʋ        | l    | ɽ      | j                    |          |        |

## 현대
산스크리트어는 인도 전역을 아우르는 고전어로서의 위치를 현대에 이르기까지 굳게 견지하고 있어, 방송 매체에서 산스크리트어 방송이 송출되는가 하면, 산스크리트어 문학 활동 역시 그 명맥을 유지하고 있고, 북부의 마디아프라데시 주에는 일상적으로 산스크리트어가 널리 쓰이는 마을이 몇 곳 존재하기도 한다. 이와 같이 산스크리트어를 현대에 되살리려는 부흥 운동은 ‘산스크리트어 부활 운동’이라 통칭한다.

## 같이 보기
- 팔리어
- 범자(실담문자) - 고대 천축국(天竺國)의 문자와 언어이며 산스크리트어로 싯담(Siddhaṃ)이라 하며 한나라(前漢)때 5천축국(五天竺國)이 모두 이 글자를 사용함
- 데바나가리 문자
- 한국 한자음
- 동국정운